# Subsonica
Subsonica ist eine italienische Electro-Rockband, die 1996 in Turin gegründet wurde. Ihr erstes Album wurde Ende 1996 veröffentlicht, sie wurden aber erst wirklich erfolgreich, als sie beim Sanremo-Festival 2000 auftraten. Ihre Singles Tutti i miei sbagli und Nuvole Rapide waren Top-Ten-Hits.
Auch schufen sie die Filmmusik zum Spielfilm Adagio (2023).

## Mitglieder
- Davide "Boosta" Di Leo (geboren in Turin am 27. September 1974; Keyboard)
- Enrico "Ninja" Matta (geboren in Turin am 24. September 1971; Schlagzeug)
- Luca "Bass Vicio" Vicini (geboren in Susa am 5. Oktober 1971; Bass)
- Massimiliano "C-Max" Casacci (geboren in Turin am 11. Oktober 1963; Gitarre)
- Samuel "Samu" Umberto Romano (geboren in Turin am 7. März 1972; Gesang)

## Diskografie

### Alben
| Jahr | Titel                          | Höchstplatzierung, Gesamtwochen, AuszeichnungChartsChartplatzierungen (Jahr, Titel, Platzierungen, Wochen, Auszeichnungen, Anmerkungen) | Anmerkungen                                        |
| Jahr | Titel                          | IT | Anmerkungen                                        |
| ---- | ------------------------------ | --- | -------------------------------------------------- |
| 1999 | Microchip emozionale           | IT6 Gold (2022) · (… Wo.)IT | Erstveröffentlichung: 26. August 1999              |
| 2002 | Amorematico                    | IT1 (29 Wo.)IT |                                                    |
| 2003 | Controllo del livello di rombo | IT4 (17 Wo.)IT |                                                    |
| 2005 | Terrestre                      | IT1 (48 Wo.)IT | Erstveröffentlichung: 22. April 2005               |
| 2005 | Sub urbani                     | IT60 (2 Wo.)IT | Kompilation                                        |
| 2007 | L’eclissi                      | IT5 (24 Wo.)IT | Erstveröffentlichung: 23. November 2007            |
| 2008 | Nel vuoto per mano (97-07)     | IT12 Gold · (22 Wo.)IT | Erstveröffentlichung: 31. Oktober 2008 Kompilation |
| 2011 | Eden                           | IT2 Platin · (47 Wo.)IT | Erstveröffentlichung: 8. März 2011                 |
| 2014 | Una nave in una foresta        | IT1 Platin · (55 Wo.)IT | Erstveröffentlichung: 23. September 2014           |
| 2016 | The Platinum Collection        | IT47 (3 Wo.)IT | Erstveröffentlichung: 13. Mai 2016 Kompilation     |
| 2018 | 8                              | IT3 (15 Wo.)IT | Erstveröffentlichung: 12. Oktober 2018             |
| 2020 | Mentale strumentale            | IT50 (1 Wo.)IT | Erstveröffentlichung: 24. April 2020               |
| 2024 | Realtà Aumentata               | IT5 (6 Wo.)IT | Erstveröffentlichung: 12. Januar 2024              |

Weitere Alben
- 1997: Subsonica
- 1998: Coi piedi sul palco
- 2006: Terrestre live e varie altre disfunzioni

### Singles
| Jahr | Titel Album                              | Höchstplatzierung, Gesamtwochen, AuszeichnungChartsChartplatzierungen (Jahr, Titel, Album, Platzierungen, Wochen, Auszeichnungen, Anmerkungen) | Anmerkungen                               |
| Jahr | Titel Album                              | IT | Anmerkungen                               |
| ---- | ---------------------------------------- | --- | ----------------------------------------- |
| 2000 | Tutti i miei sbagli Microchip emozionale | IT8 Platin (2024) · (10 Wo.)IT |                                           |
| 2002 | Nuvole rapide Amorematico                | IT26 (4 Wo.)IT |                                           |
| 2003 | Questo domani Amorematico                | IT36 (2 Wo.)IT |                                           |
| 2011 | Up Patriot to Arms Eden (Repackaging)    | IT26 Gold · (11 Wo.)IT | Verkäufe: + 15.000; feat. Franco Battiato |
| 2018 | Bottiglie rotte 8                        | IT80 (1 Wo.)IT | Erstveröffentlichung: 7. September 2018   |

Weitere Singles
- 1997: Istantanee
- 1998: Cose che non ho
- 1998: Radioestensioni
- 1998: Preso blu
- 1999: Colpo di pistola
- 1999: Liberi tutti
- 2000: Discolabirinto
- 2002: Nuova ossessione
- 2002: Mammifere
- 2003: L’errore
- 2005: Abitudine
- 2005: Corpo a corpo
- 2005: Incantevole
- 2006: Vita d’altri
- 2006: L’odore
- 2006: Coriandoli a Natale
- 2007: La glaciazione
- 2008: L’ultima risposta
- 2011: Istrice (IT: Gold)
- 2014: Di Domenica (IT: Gold)